# Атуралія (підрозділ окружного секретаріату)
Підрозділ окружного секретаріату Атуралія — підрозділ окружного секретаріату округу Матара, Південна провінція, Шрі-Ланка. Головне місто - Атуралія. Складається з 28 Грама Ніладхарі.

## Демографія
| Кількість Грама Ніладхарі | Площа (км2) | Населення (2012) | Населення (2012) | Населення (2012)  | Населення (2012) | Населення (2012) | Населення (2012) | Густота населення (/км2) |
| Кількість Грама Ніладхарі | Площа (км2) | Сингали          | Ларакалла        | Ланкійські таміли | Індійські таміли | Інші             | Всього           | Густота населення (/км2) |
| ------------------------- | ----------- | ---------------- | ---------------- | ----------------- | ---------------- | ---------------- | ---------------- | ------------------------ |
| 28                        | 62,9        | 29,674           | 1,675            | 602               | 155              | 67               | 31,869           | 512                      |